# Накше-Раджаб

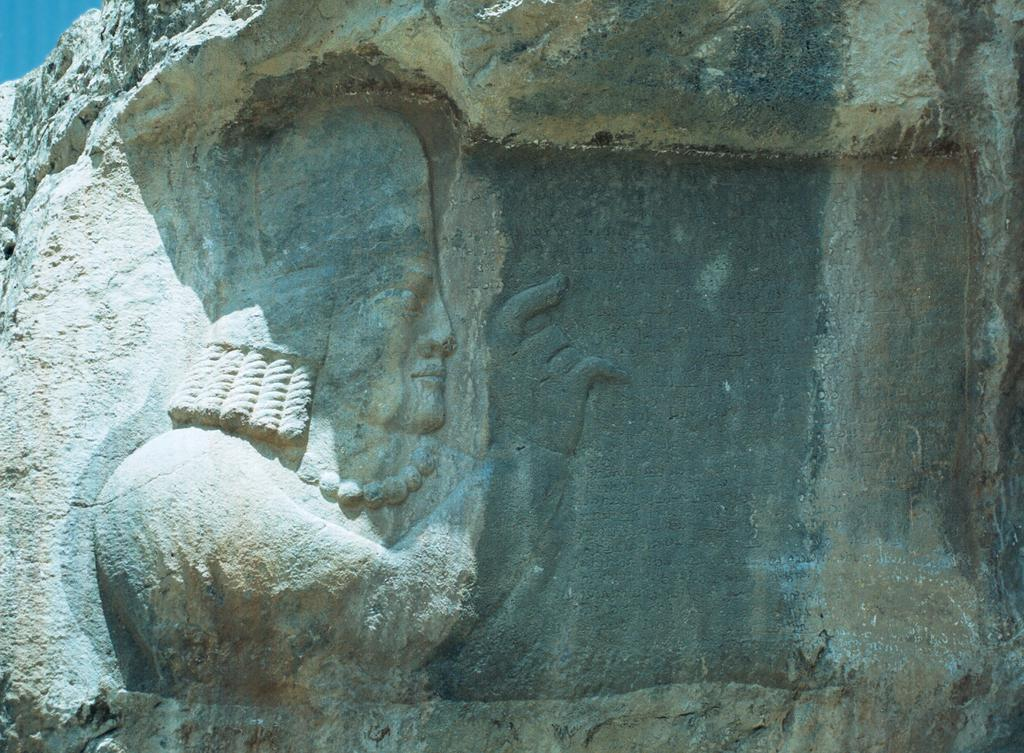
«Портрет Картира»

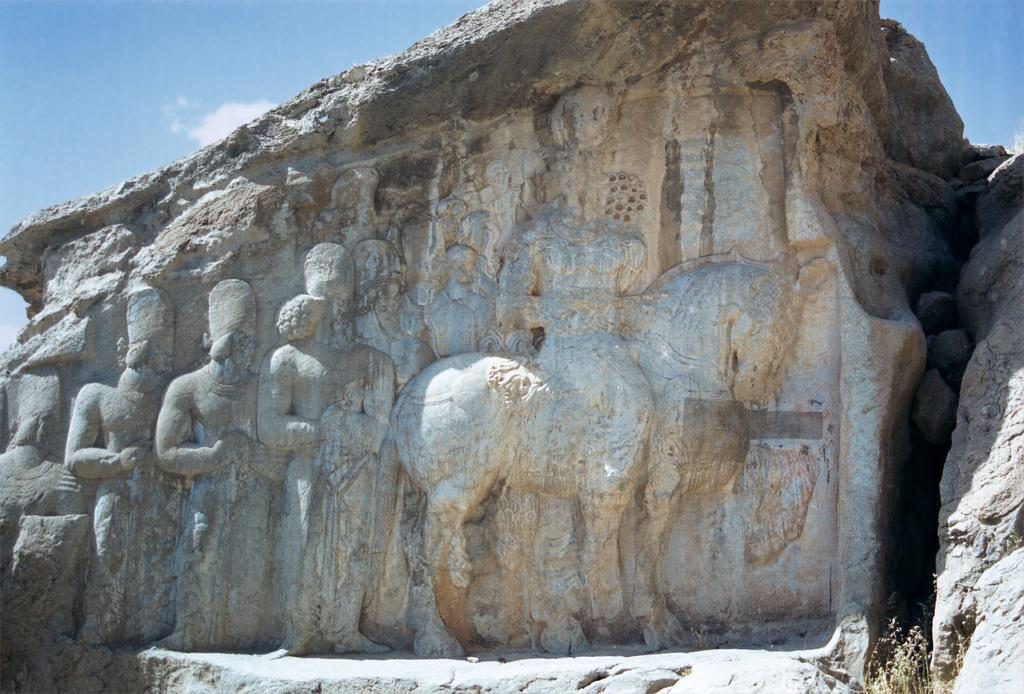
«Шапур I с семьей и придворными»

Накше-Раджаб (Naqš-e Rajab) — археологическая зона к западу от города Истахр, 3,5 км к северу от Персеполя, находится в нескольких сотнях метрах от Накше-Рустам. Административно входит в шахрестан Марвдашт провинции Фарс, недалеко от города Марвдашт. Обе зоны являются кандидатами на получения статуса объектов Всемирного Наследия ЮНЕСКО.
Накше-Раджаб знаменит скальными рельефами эпохи Сасанидов.

## Скальные барельефы
- «Коронация Ардаширa I» (начало III века)
- «Коронация Шапура I» (241 год)
- «Шапур I с семьей и придворными» (середина III века).
- «Портрет Картира», знаменитого зороастрийского первосвященника при Шапуре I и его сыновьях (Ормизд I , Бахрам I (конец III века)